# 建久二年の強訴
建久二年の強訴（けんきゅうにねんのごうそ）は、建久2年4月26日（1191年5月20日）、延暦寺の大衆が近江国守護・佐々木定綱の処罰を求めて起こした強訴。

## 概要
- 事件の経過は、『玉葉』『吾妻鏡』『百錬抄』による。

近江国守護・佐々木氏の地盤である佐々木荘は、同国内で強大な勢力を誇る延暦寺の千僧供荘だった。佐々木氏は延暦寺に千僧供料を貢納する義務を負っていたが、建久2年（1191年）は前年の水害による不作で未進が生じており、3月下旬に延暦寺の傘下にある日吉社の宮仕数十人が、未進催促のため神鏡を奉じて荘園に押し寄せた。定綱は在京して不在だったが、宮仕は定綱邸に乱入して家中の男女に暴行を加え放火に及んだ。これに怒った定綱の次男・定重は郎従に命じて宮仕を切りつけるが、この際に誤って神鏡を破損させてしまった。神宝の破壊は極刑に値する重罪であり、事件は佐々木氏と延暦寺の抗争から朝廷・幕府を巻き込む大事に発展した。
4月2日、京都守護・一条能保から事件の経過と大衆の不穏な動きを聞いた摂政・九条兼実は、腹心の蔵人頭・葉室宗頼を派遣して天台座主・顕真に大衆の制止を命じるが、顕真は山上飢饉のため禁制を加えても誰も従う者はいないだろうと悲観的な見方を示した。4月6日、延暦寺所司が上洛して定綱父子の身柄引き渡しを要求するが、対応した兼実は後白河法皇が不在のため法皇還御の後に裁断を下すと告げ、ひとまず結論を先送りにした。
鎌倉には4月5日に、能保と大江広元から事件の一報が届いた。定綱逐電の情報や延暦寺の使者が鎌倉に下向するという風聞もあり、事態を憂慮した源頼朝は梶原景時と後藤基清を相次いで上洛させた。頼朝は定綱の斬罪を回避するため、定綱所領の半分を延暦寺に寄進するという条件で交渉をまとめるように景時に言い含めていたと伝わる。
その後は19日に延暦寺側にて日吉祭が行われるなど平穏な情勢だったが、26日になって延暦寺の大衆は日吉・祇園・北野の神輿を奉じ、定綱の死罪を求めて強訴を起こした。慈円から大衆が下山したという急報を受けた兼実は慌てて閑院内裏に参入するが、その場にいたのは能保と宗頼のみであった。兼実は検非違使別当でもある能保に官人（検非違使）と武士を召集して防御するよう指示を下すが、官人は「志府生僅かに両三人」のみで院御所から大夫尉・大江広元が駆けつけたものの、実働部隊の廷尉は集まらなかった。また武士も、北条時定・佐々木高綱・小野成綱が率いる兵は合わせても「五六十騎」に及ばず、これに安田義定（本人は関東に下向して不在）の郎従「十騎許り」が加わったがその兵力は極めて少なかった。配備の段階になってもさらに時定の所在が分からなくなるなど態勢が整わない中、手薄だった防衛線は突破され閑院内裏の南庭に大衆数千人がなだれ込んだ。兼実と顕真が定綱の処遇について折衝を行っている最中に、大衆は神輿を放置して逃散した。
28日、強訴防御に失敗した能保は後鳥羽天皇の院御所・六条殿への行幸を提案するが、兼実は安元の強訴の例が不快であるとして反対した。後白河法皇は大衆の定綱死罪の要求を退け、定綱父子を流罪、下手人を禁獄とする院宣を下し、神輿を引き上げるよう顕真に命じた。29日の罪名宣下で、定綱は薩摩、その子息広綱は隠岐、定重は対馬、定高は土佐に流罪、下手人5人は禁獄となり、5月1日に大衆は神輿を撤収して帰山した。
その頃鎌倉では、延暦寺所司と頼朝の間で定綱の身柄引き渡しについて折衝が行われ、頼朝は饗応と贈り物で宥めようとしていたが、5月2日に広元と能保から強訴の発生、安田義定から能保の命令で手出しを控えていたところ郎従が大衆により殺傷されたという報告が入った。頼朝は3日、定綱の流罪は当然のこととしながらも、警護の武士を殺傷した大衆の責任も問われなければならないと院奏するが、延暦寺側に処罰が下ることはなく、抗争は佐々木氏側の敗北となった。5月20日、定重は配流の途上で景時により斬首された。延暦寺の不満を宥めるための頼朝の苦渋の決断と見られる。この強訴からしばらくして、一条能保は検非違使別当、大江広元は明法博士を辞任した。なお、定綱は建久4年（1193年）3月に召還され、近江守護に復帰している。